# 堀池清
堀池 清 (ほりいけ きよし、1919年1月6日 - 2002年11月17日) は日本の映画監督、脚本家。日本映画監督協会物故会員。
2002年11月17日、心筋梗塞のため死去、83歳。

## 映画
日本映画データベースによれば、以下の通り。

### 助監督
- かくて夢有り (1954年)
- 泥だらけの青春 (1954年)

### 監督
- お月様には悪いけど (1954年)
- 湯の町椿 (1955年)
- 青空の仲間 (1955年)
- 母なき子 (1955年)
- 愛情 (1956年)
- 隣の嫁 (1956年)
- 感傷夫人 (1956年)
- 青春の抗議 (1957年)
- 危険な年齢 (1957年)
- 禁じられた唇 (1958年)
- 悪魔と天使の季節 (1958年)
- 港でうまれた男 (1958年)
- 青い国道 (1959年)
- だから云ったじゃないの (1959年)
- 夜霧の空港 (1959年)
- 僕は泣いちっち (1960年)
- お嬢さんの散歩道 (1960年)
- 情熱の花 (1960年)
- 飢えた牙 (1960年)
- 少女 (1961年)
- ヨットとお転婆野郎 (1961年)
- ママ恋人がほしいの (1961年)
- 目をつぶって突走れ (1962年)
- 若い旋風 (1962年)
- 若いふたり (1962年)
- その人は遠く (1963年)
- 丘は花ざかり (1963年)
- 泥だらけのいのち (1963年)
- 青春前期 青い果実 (1965年)
- あいつとの冒険 (1965年)

### 脚本
- 青春の抗議(1957年)
- 情熱の花 (1960年)